# 船上山
船上山（せんじょうさん）は、鳥取県東伯郡琴浦町にある標高687メートルの山である。

## 概要
船上山は大山山系の一つで、古期大山火山の活動によって噴出した溶岩流が、長い間の浸食によって削られ、特異な山容を形成したと考えられている。あるいは古期大山の活動によって生じたカルデラの外輪山とする説もある。頂部は広くなだらかだが、その周囲は急峻な斜面となっていて、特に東側斜面には溶岩が冷え固まって形成された険しい断崖が数キロにわたって連なり、「屏風岩」と呼ばれている。この山容が船底の形に似ていることから船上山と名付けられた。

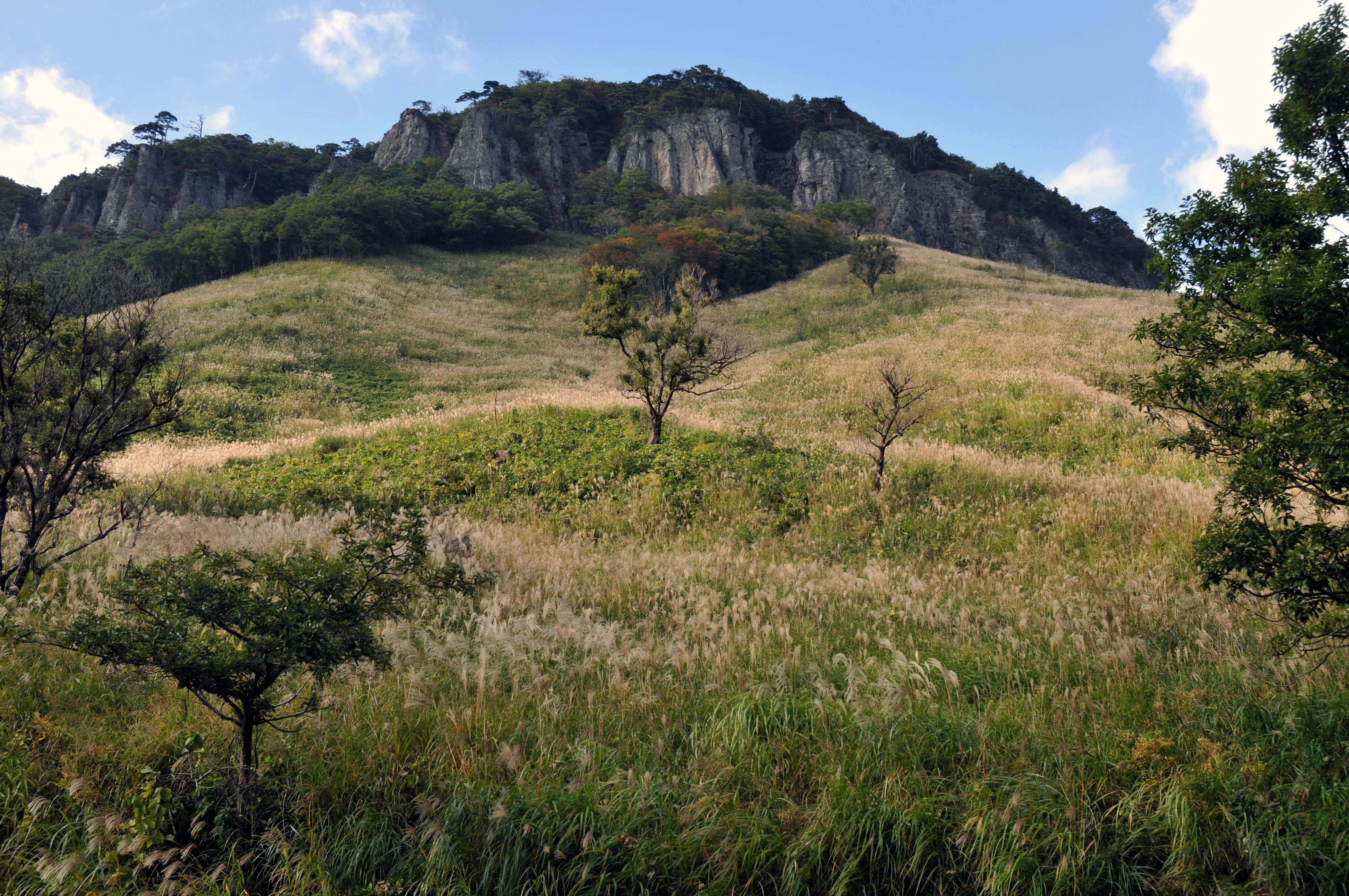
屏風岩

屏風岩には千丈滝（雄滝・雌滝）という滝がある。屏風岩の南の勝田川には鱒返滝（ますがえしたき）という滝があり、その上流には一枚岩渓谷という渓谷がある。

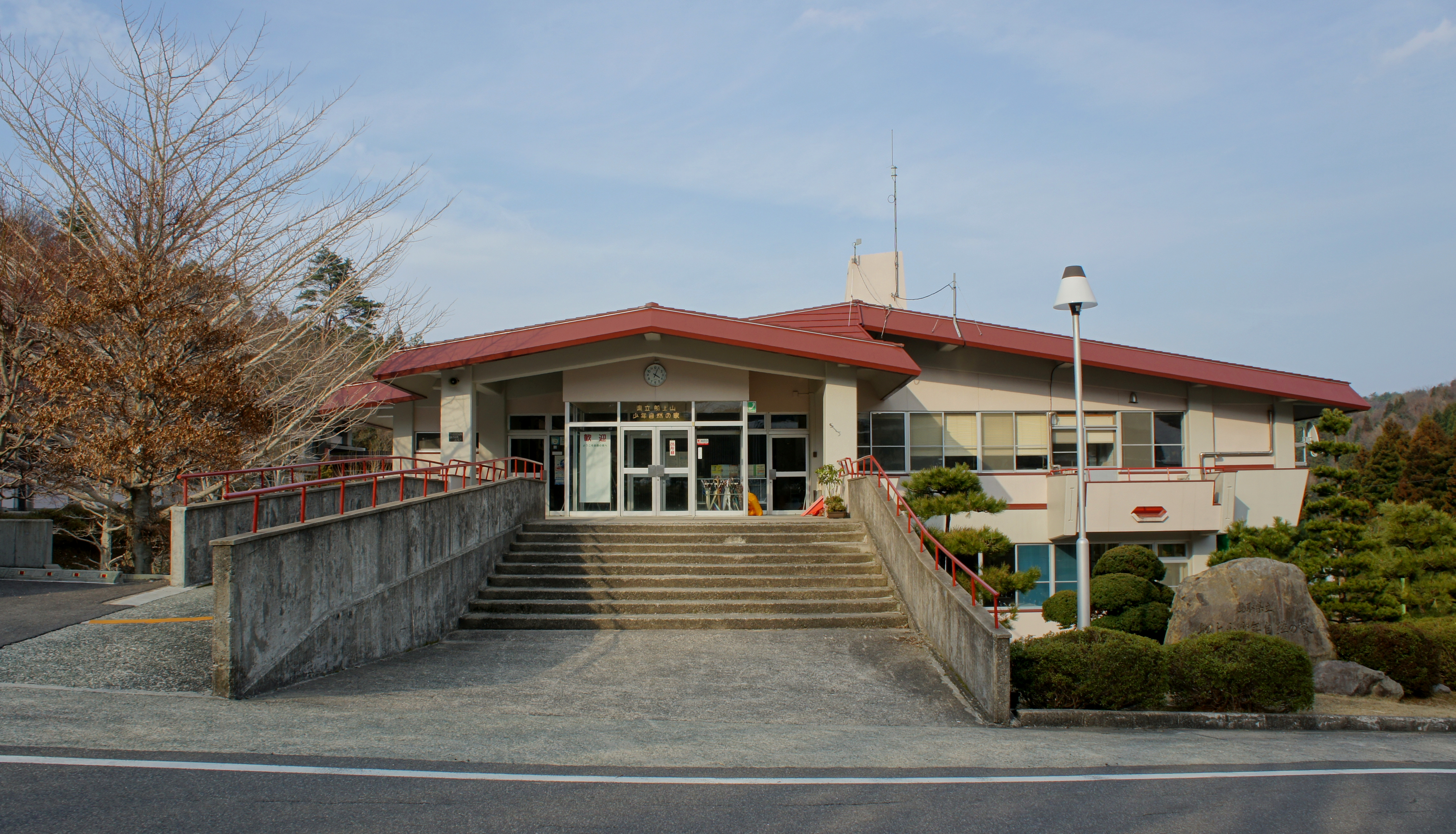
鳥取県立船上山少年自然の家

山腹の勝田川流域には利水目的の船上山ダムがある。船上山ダムから登る登山口には船上山万本桜公園があり、毎年4月に船上山さくら祭りが開催される。公園内には、食事や土産を販売する店舗や、社会教育施設である鳥取県立船上山少年自然の家が併設されている。
また、大山隠岐国立公園にも指定されている。

## 歴史
船上山は山岳霊場として、和銅年間に赤衣上人か智積上人によって、智積寺として開基されたと伝えられる。南北朝時代の初めには、隠岐を脱出した後醍醐天皇を伯耆の豪族、名和長年が迎え、船上山に行宮を築いた。後醍醐天皇方の名和長年と鎌倉幕府方の佐々木清高との間で激しい戦い（船上山の戦い）が繰り広げられた古戦場である。山頂付近の蒲ヶ原には行宮碑がある。1932年（昭和7年）に国の史跡に指定された。